# Estilià Zaützes
Estilià Zaützes, en grec medieval Στυλιανὸς Ζαούτζης, va ser un estadista romà d'Orient de finals del segle ix, primer ministre de l'emperador romà d'Orient Lleó VI el Filòsof durant els primers anys del seu regnat. Va morir l'any 899.

## Biografia

### Amb Basili I
Era d'origen armeni, nascut al tema de Macedònia, fet que el va apropar a l'emperador Basili I el Macedoni. Segons l'historiador Steven Runciman, el seu nom prové d'una paraula armènia "Zaoutch", que significa negre. Tenia el malnom d'Etíop per color fosc de la seva pell. Amb Basili I, va ser el primer mikrós heteriarkhes, és a dir comandant de la "Companyia petita", un dels regiments estrangers de la guàrdia imperial, i a la fi del regnat de Basili I era Megas hetaieiarches, comandant de la "Gran Hetaireia", amb el rang de Protoespatari.
Quan tenia setze anys, el 882, el príncep hereu Lleó (el futur emperador Lleó VI el Filòsof) tenia com a amant Zoè Zaützena, filla d'Estilià. Però la mare de Lleó, Eudòxia Inguerina, tenia altres intencions per a ell. Va organitzar a la cort l'habitual competició per a l'elecció de la futura emperadriu i va imposar a una de les seves parentes, la molt piadosa Teòfano Martinàcia, amb qui Lleó es va haver de casar a finals del 882. Eudòxia va morir just després del matrimoni. Teòfano aviat es va adonar que el seu marit l'enganyava i es va queixar a l'emperador Basili. Basili no tenia cap afecte per Lleó, que potser no era el seu fill, i el va fer assotar i va obligar a Zoè a casar-se amb un cortesà obscur, Teodor Gouniatzizes. Poc després, Lleó va ser acusat per un familiar del Patriarca Foci, Teodor Santabarè, d'organitzar un complot per assassinar l'emperador. Lleó, encara que no era culpable, va ser arrestat i diversos dels seus suposats còmplices van ser cegats i exiliats. Va faltar molt poc perquè Lleó no fos també privat de la vista, i només es va poder salvar sometent-se a l'autoritat de Foci i d'Estilià Zaützes.
El juliol del 886, l'endemà del descobriment d'una nova conspiració contra Basili, en la que tampoc no hi estava implicat, Lleó va ser alliberat i li van restaurar la seva dignitat, i sembla que Estilià va jugar un gran paper en el canvi de la situació de Basili. El 12 d'agost, segons la història oficial, l'emperador va resultar greument ferit per un cérvol durant una caça en la qual hi van participar Estilià i altres dignataris, i va morir nou dies després. Es va insinuar una conspiració, però Basili tenia ja setanta-cinc anys.

### Amb Lleó VI el Filòsof
Quan Lleó va pujar al poder, va recompensar Estilià pels seus serveis amb els títols de patrikios i magistros, i el va nomenar logoteta de les finances. Es va convertir durant diversos anys en el principal ministre, una posició ben demostrada per la gran quantitat de cartes i d'instruccions que es conserven, enviades per Lleó al seu ministre. En una data incerta entre el 891 i el 893, aquesta posició excepcional la va augmentar amb un títol que es va crear especialment per ell, el de βασιλεοπάτωρ (Basleopàtor), o sigui "pare de l'emperador", de significat discutit, però que el situava en el càrrec següent al de l'emperador. Se suposa que Lleó li va donar el títol pels seus mèrits, però sobretot per ser el pare de la seva amant Zoè.
La influència d'Estilià era contrarestada per la del monjo Eutimi, director espiritual de Lleó, que més tard seria Patriarca de Constantinoble i llavors era Hegumen del monestir de Psamàcia i sincel·le, és a dir assistent del patriarca i el seu successor. Diu la Vita Euthymii (Vida d'Eutimi) que els dos assessors de Lleó es tenien molta hostilitat, i fa un relat molt desfavorable sobre el govern del Basleopàtor. D'aquí sorgeix la idea que el jove i feble Lleó havia caigut completament sota el domini d'una persona intrigant. En qualsevol cas, a la mort al mes de maig del 893 d'Esteve I el germà petit de Lleó que l'emperador havia fet patriarca, Estilià va ser prou poderós per imposar com a successor a Antoni Caulees, un dels seus aliats, en el lloc d'Eutimi, que era sincel·le (successor).
La Vita Euthymii acusa, entre altres coses, al Basleopàtor de ser el responsable de l'esclat de la guerra amb els búlgars l'any 894. Estilià hauria imposat la creació a Tessalònica d'un mercat per on havia de passar tot el comerç entre l'Imperi i Bulgària i va confiar aquest mercat a dos dels seus protegits, que van extorsionar els comerciants búlgars amb comissions desorbitades. Aquest abús va provocar la invasió de Macedònia pel príncep Simeó I el Gran.
Al voltant del 894 i el 895, les relacions entre l'emperador i el seu poderós ministre van començar a anar malament. Un fill d'Estilià va ser acusat d'estar implicat en conspiració contra Lleó, i encara que el ministre no hi estava implicat, poc després va discutir violentament amb l'emperador. El 10 de novembre del 896, o potser del 897, l'emperadriu Teòfano, retirada des del 893 al convent del complex al voltant del Palau de Blaquernes, va morir sobtadament. La Vita Euthymii diu que i van haver rumors d'enverinament. A principis del 898, Teodor Guniatzizes, el marit de Zoè, també va morir. L'estiu del 898, quan amb prou feines havia passa el període de dol, es va celebrar el matrimoni de Lleó i Zoè, i Estilià es va convertir oficialment en el sogre de l'emperador. Per aquella època, dos protegits del ministre, l'empresari Estauriaci i l'eunuc Musikos, van sertrobats culpables de corrupció i castigats per l'emperador, cada cop més molest amb Estilià i els seus amics.
Però l'any 899 Estilià i Zoè van morir l'un darrere l'altre. Lleó, que encara no tenia hereu masculí, va proposar tornar a casar-se amb Eudòxia Baianos. Per por a perdre les seves posicions i privilegis a favor de la família de la nova emperadriu, els membres del clan Zaützes, dirigits per Basili, el nebot de Zoè, van organitzar una conspiració que va ser descoberta i denunciada per un dels seus servents, l'eunuc Samonas. Els Zaützes van ser exiliats o tancats en monestirs, les seves propietats van ser confiscades i Samonas, molt ben recompensat, es va convertir en el nou favorit.